# Acidizare
Acidizarea unei sonde de țiței înseamnă tratarea stratelor productive cu soluții de 7-15% acid clorhidric (HCl). Soluția acidă injectată pătrunde în strat și reacționează cu compușii rocilor calcaroase. Din reacție rezultă produși solubili, lărgindu-se astfel canalele existente în rocă, ceea ce duce la intensificarea afluxului de țiței spre gaura de sondă și, implicit, la mărirea debitului sondei și, deci, a randamentului zăcământului.
Efectul de sporire a producției obținut prin acidizare este relativ trecător, iar repetarea operației dă rezultate din ce în ce mai slabe.